# Etildicloroarsina
L'etildicloroarsina, talvolta abbreviata in ED, è un composto organico dell'arsenico, di formula C2H5AsCl2. 
Liquido incolore volatile, è un vescicante altamente tossico, utilizzato come arma chimica. 
La molecola presenta una struttura piramidale con angoli di Cl-As-Cl e C-As-Cl che si avvicinano ai 90°. È strettamente correlata alla metildicloroarsina, utilizzata anch'essa come arma chimica.